# Smahi Triki
Ismaël "Smahi" Triki (Zenata, Marruecos, 1 de agosto de 1967) es un ex-futbolista marroquí, que se desempeñó como defensa y que militó en diversos clubes de Francia, Suiza y Arabia Saudita.

## Clubes
| Club           | País           | Año         |
| -------------- | -------------- | ----------- |
| Bastia         | Francia        | 1986 - 1993 |
| Châteauroux    | Francia        | 1993 - 1996 |
| Lausanne-Sport | Suiza          | 1996 - 1998 |
| Lorient        | Francia        | 1998 - 1999 |
| Al-Nassr       | Arabia Saudita | 1999 - 2000 |

## Selección nacional
Ha sido internacional con la Selección de fútbol de Marruecos; donde jugó 21 partidos internacionales y no ha anotado goles por dicho seleccionado. Incluso participó con su selección, en 2 Copas Mundiales. La primera Copa del Mundo en que Triki participó, fue en la edición de Estados Unidos 1994 y luego estuvo en Francia 1998, donde su selección quedó eliminado en la primera fase de ambos torneos.